# سیارک ۱۰۰۵۷
سیارک ۱۰۰۵۷ (به انگلیسی: 10057 L'Obel، نامگذاری:1988CO1) ده هزار و پنجاه و هفتمین سیارک کشف شده‌است که در ۱۱ فوریه ۱۹۸۸ کشف شد.
قدر مطلق سیارک برابر ۱۴٫۲۰ است.